# Posturografie
Posturografie je obecný název, který zahrnuje techniky užívané ke kvantifikaci a kvalitativnímu posouzení posturální rovnováhy, tj. rovnováhy stoje, a to za podmínek statických (statická posturografie) nebo dynamických, na pohybující se plošině (dynamická posturografie) apod.

## Posturografie

### Historie
Za zakladatele posturografie je pokládán Giovanni Alfonso Borelli (1608-1679), který ve své knize popisuje výchylky lidského těla při klidovém postoji. První publikace o elektronickém záznamu výkyvů těžiště při Rombergových postojích se objevují v 60. letech 20. století. V tehdejším Československu sestrojil první přístroj na registraci vestibulospinálních úchylek v 60. letech Uchytil a metodu nazval bezkontaktní vestibulospinografie. V české a slovenské literatuře prvně prezentoval stabilogram Hlavačka.
Klinickou aplikaci dynamické počítačové posturografie jako první popsal v roce 1982 L.M. Nasher a první komerčně dostupný testovací systém byl vytvořen v roce 1986, kdy firma Neurocom International, Inc. spustila tzv. systém EquiTest.
K roku 2005 bylo v České republice podle dostupných informací 15 pracovišť se statickým počítačovým posturografem již neexistující firmy COMES Trading. Dále byl v tomto čase na trhu v ČR k prodeji systém S.P.S. (SCPG+DCPG, fa. Synapsis, Francie) a Lucerne (SCPG, fa. Otopront, SRN).

### Statická posturografie
Statická posturografie (statická počítačová posturografie - Static Computed Posturography, SCPG, stabilometrie), považovaná někdy za pouhou objektivizaci Rombergova testu, je založena na měření výkyvů souřadnic opěrných sil (centre of foot pressure, CFP; body’s center of force, COF) během stoje vyšetřovaného. Na rozdíl od subjektivního pozorování se však jedná o objektivní metodu, tedy o metodu nezatíženou subjektivní interpretací, jejíž výsledky je možno dokumentovat graficky a numericky. To umožňuje přesnější hodnocení poruchy rovnováhy, porovnávání a archivaci výsledků.

### Dynamická posturografie
Dynamická posturografie (dynamic computed posturography, DCPG) je složitější metodou objektivního měření posturální rovnováhy. Užívá se ke kvantifikování adaptivních mechanismů CNS (přizpůsobení centrálního nervového systému), které se účastní regulace postoje a rovnováhy za přirozených i nefyziologických podmínek. Mezi tyto mechanismy patří mechanismus smyslových vstupů (zrak, somatosenzorika zejm. hmat a propriocepce, vestibulární systém), centrální zpracování a motorická odpověď. Posturografie se též užívá při rehabilitaci rovnováhy. DCPG umožňuje rozlišení vestibulární, vizuální a somatosensorické léze u poruch rovnováhy a diferenciaci mezi abnormalitou v periferním sensorickým a centrálním nervovým systémem posturální kontroly. Díky ní je též možná diferenciace sensorické a motorické složky posturální instability u neurologických onemocnění. DCPG umožňuje detekci pacientů s poruchou vestibulárního systému při normálním nálezu ENG. Vyšetření tak poskytuje komplementární informaci k ostatním testům vestibulární funkce. Vzhledem k celkové interakci smyslových, motorických a centrálních procesů, které se účastní držení postoje a rovnováhy, počítačová dynamická posturografie používá různé protokoly za účelem rozlišování mezi četnými defekty a poškozeními, které by mohly mít vliv na pacientův řídící systém držení těla.